# Wilhelm Ganzhorn

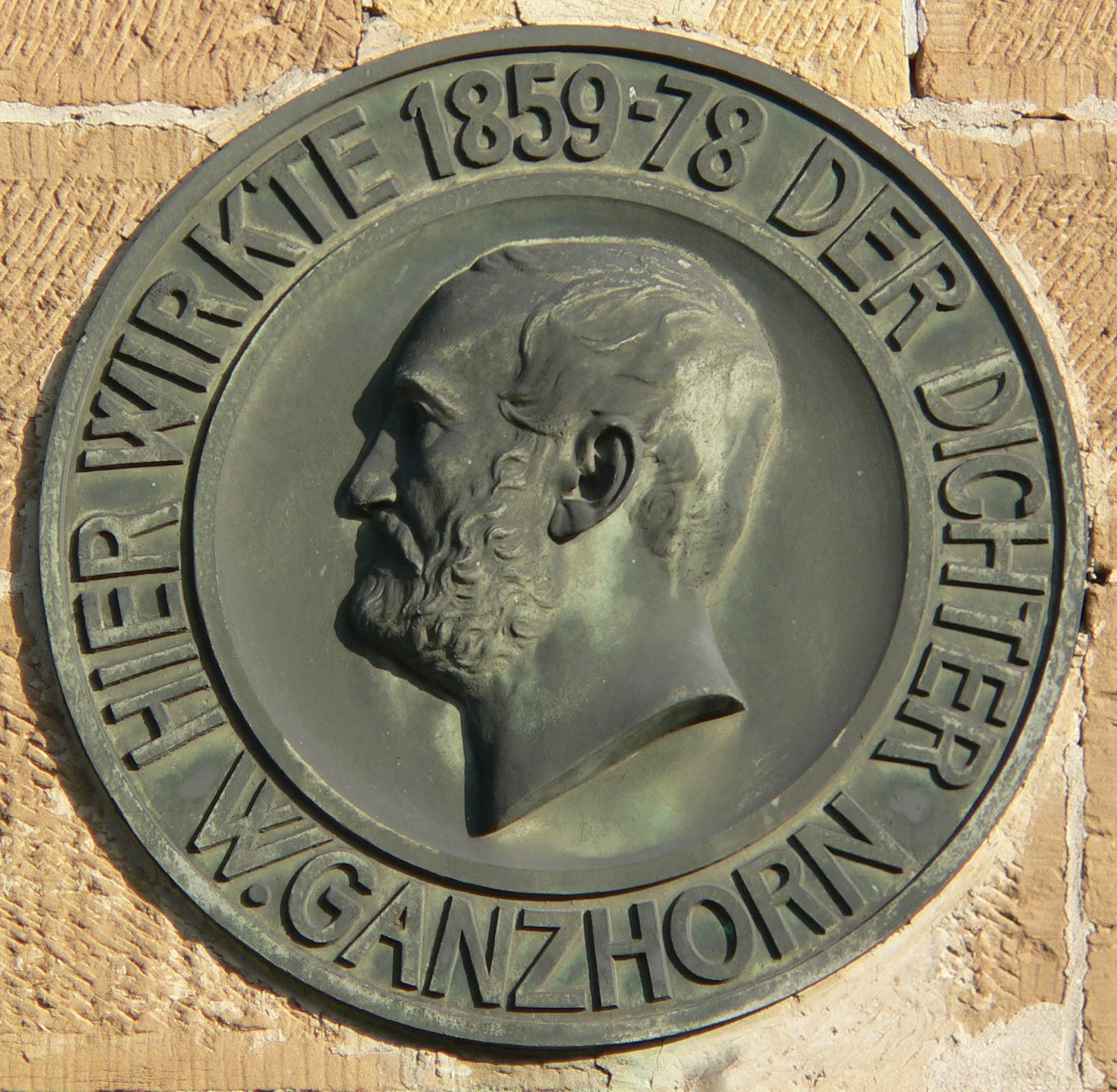
Gedenk-Plakette für Wilhelm Ganzhorn am ehemaligen Oberamtsgericht Neckarsulm

Wilhelm Christian Ganzhorn (* 14. Januar 1818 in Böblingen; † 9. September 1880 in Cannstatt) war Jurist und Gerichtsaktuar in Neuenbürg sowie Oberamtsrichter in Aalen, Neckarsulm und Cannstatt. Bekannt ist er als Autor des Textes für das Volkslied Im schönsten Wiesengrunde, welches ursprünglich den Titel Das stille Tal hatte.

## Leben

### Kindheit und Schule

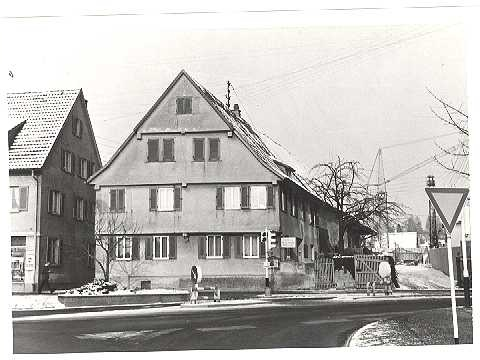
Haus der Familie Ganzhorn in Sindelfingen (im Jahre 1967), ehem. Stuttgarter Str. 1

Wilhelm Ganzhorn wurde am 14. Januar 1818 in Böblingen als Sohn von Johann Georg Ganzhorn und dessen zweiter Ehefrau Catharina Margaretha (geb. Maisch) geboren. Sein Vater war Kastenverwalter (Schlossvogt) im Schloss von Böblingen. Er wuchs in Böblingen und ab 1822 in Sindelfingen mit zwei Brüdern und mit drei Schwestern aus erster Ehe des Vaters auf. 1826 kaufte der Vater das Anwesen Stuttgarter Straße 1 in Sindelfingen (später Vaihinger Straße 1), in dem Ganzhorn seine Kindheit und Jugend verbrachte.
In Sindelfingen besuchte er auch die Lateinschule und zeigte sich bereits dort musikalisch begabt. Von Frühjahr 1832 bis Herbst 1836 ging Ganzhorn auf das Obergymnasium in Stuttgart; das spätere Eberhard-Ludwigs-Gymnasium. Während seiner Schulzeit interessierte er sich für das Theater, las Shakespeare und schrieb von 1833 bis 1836 etwa 200 Gedichte. Bereits in dieser Zeit zeigte er sich als gefühlvoller Romantiker. Dem Wunsch seines Vaters, Pfarrer zu werden, konnte er aufgrund seiner mangelhaften Leistungen in Hebräisch nicht folgen. 1836 bestand er die „Prüfung zum akademischen Studium der Rechtswissenschaften“.

### Studium in Tübingen und Heidelberg
Vom Sommersemester 1837 bis 1839 studierte Ganzhorn an der Universität Tübingen Rechtswissenschaften. In diesen drei Studienjahren entstanden etwa 140 Gedichte: unter anderem Liebesgedichte und Naturlyrik. Im Mai 1840 begann er sein 7. Semester an der Universität Heidelberg.
In dieser Zeit unternahm er im Juni 1840 eine Reise den Rhein hinab. Dabei lernte Wilhelm Ganzhorn den Dichter Ferdinand Freiligrath in einer Wirtschaft bei einer fröhlichen Runde kennen. Es entwickelte sich eine lebenslange und enge Freundschaft mit ihm. Nach dem Sommersemester 1840 in Heidelberg zog sich Ganzhorn zur Vorbereitung auf die Prüfungen nach Sindelfingen in das gerade freie Pfarrhaus zurück. Im Juni 1841 bestand er seine erste juristische Prüfung und im November 1842 die zweite höhere Dienstprüfung und hatte somit die Befähigung zum Richteramt.
Im Januar 1841 erschien das „Schwäbische Volks-Liederbuch“ mit etwa 200 Liedern, die Ganzhorn gesammelt und zusammengestellt hatte. Autoren waren unter anderem Ludwig Uhland, Justinus Kerner und Friedrich Schiller. Viele dieser Lieder werden auch heute noch gesungen, was für die Güte der Auswahl spricht.

### Berufliche Tätigkeit und politische Aktivitäten

#### Backnang und Neuenbürg
Am 9. Januar 1843 begann Ganzhorn als Assistent beim Oberamtsgericht Backnang seine berufliche Tätigkeit. Am 29. August 1844 wurde er zum Gerichtsaktuar, das heißt zum zweiten Richter im Oberamtsgericht, in Neuenbürg ernannt. Als solcher war er Gehilfe des Oberamtsrichters und zugleich sein gesetzlicher Vertreter.

#### Politische Aktivitäten im Vormärz und in der 1848er Revolution
Erste politische Gedichte entstanden im Dezember 1840, und Anfang 1846 wurden politische Gedichte von Ganzhorn im Neuenbürger Amtsblatt veröffentlicht. Ganzhorn betätigte sich in den Revolutionsjahren 1848/1849 aktiv politisch. So war er maßgeblich im Wahlkampf für die Wahl von Karl Mathy zum Abgeordneten der Frankfurter Nationalversammlung beteiligt.
Am 3. Juni 1848 wurde in Neuenbürg ein Vaterländischer Bezirksverein gegründet, in dem Ganzhorn Schriftführer war. Im April 1848 hatte er politisch für die konstitutionelle Monarchie mit einer starken Zentralgewalt gestanden. Das änderte sich, als Robert Blum nach der Eroberung Wiens am 9. November 1848 erschossen wurde. Ganzhorn nahm Partei für die linken Revolutionäre, die für eine demokratisch-parlamentarische Republik mit allgemeinem und direktem Wahlrecht eintraten. Er war jedoch nicht für eine gewaltsame Einführung der Republik, sondern für deren Gründung im Rahmen der Gesetze.

#### Bewerbung als Stadtschultheiß in Sindelfingen
Nach dem Tod des Sindelfinger Stadtschultheißen im November 1849 bewarb sich auch Ganzhorn am 10. Januar 1850 um dieses Amt. Ihm wurde aber seine demokratische und liberale Gesinnung zum Nachteil ausgelegt, so dass er dem konservativen Mitbewerber, dem Oberamtsgerichtsgehilfen von Böblingen, Gottfried Frank, unterlag.
Danach änderte Ganzhorn seine politische Haltung und gab eine Treue-Erklärung an die bestehende Monarchie und die Regierung ab. Die Gründe für diesen Sinneswandel sind wahrscheinlich auch in der verlorenen Wahl zum Schultheiß von Sindelfingen zu suchen. Er war realistisch genug zu erkennen, dass er mit seiner bisherigen Haltung nicht erfolgreich sein konnte und dass seine Haltung gegen den König seiner weiteren beruflichen Karriere im Wege stehen würde. Er kam damit auch der Zeit der Reaktion und Maßnahmen zur Säuberung des Beamtenstandes zuvor.

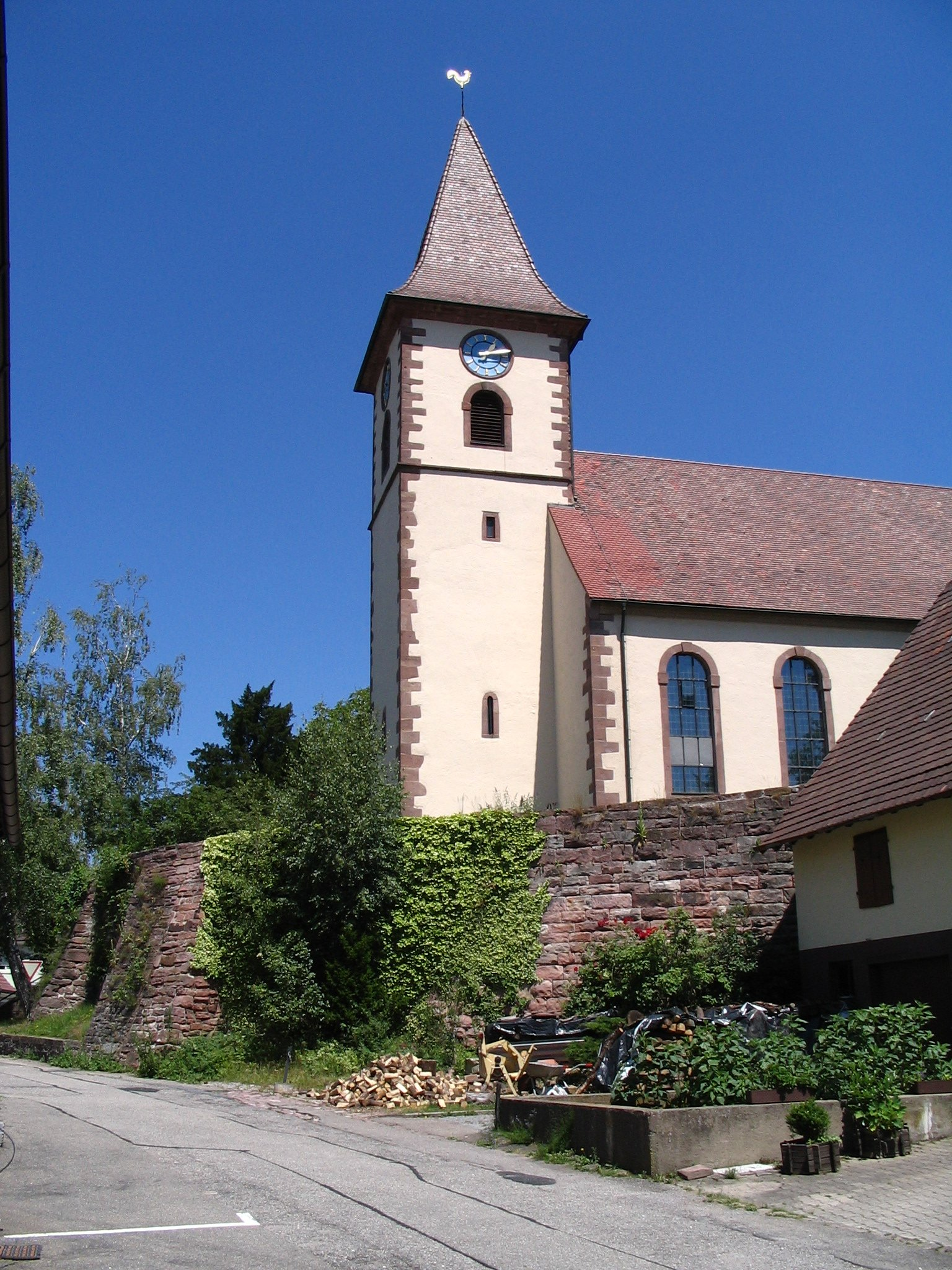
Kirche in Feldrennach

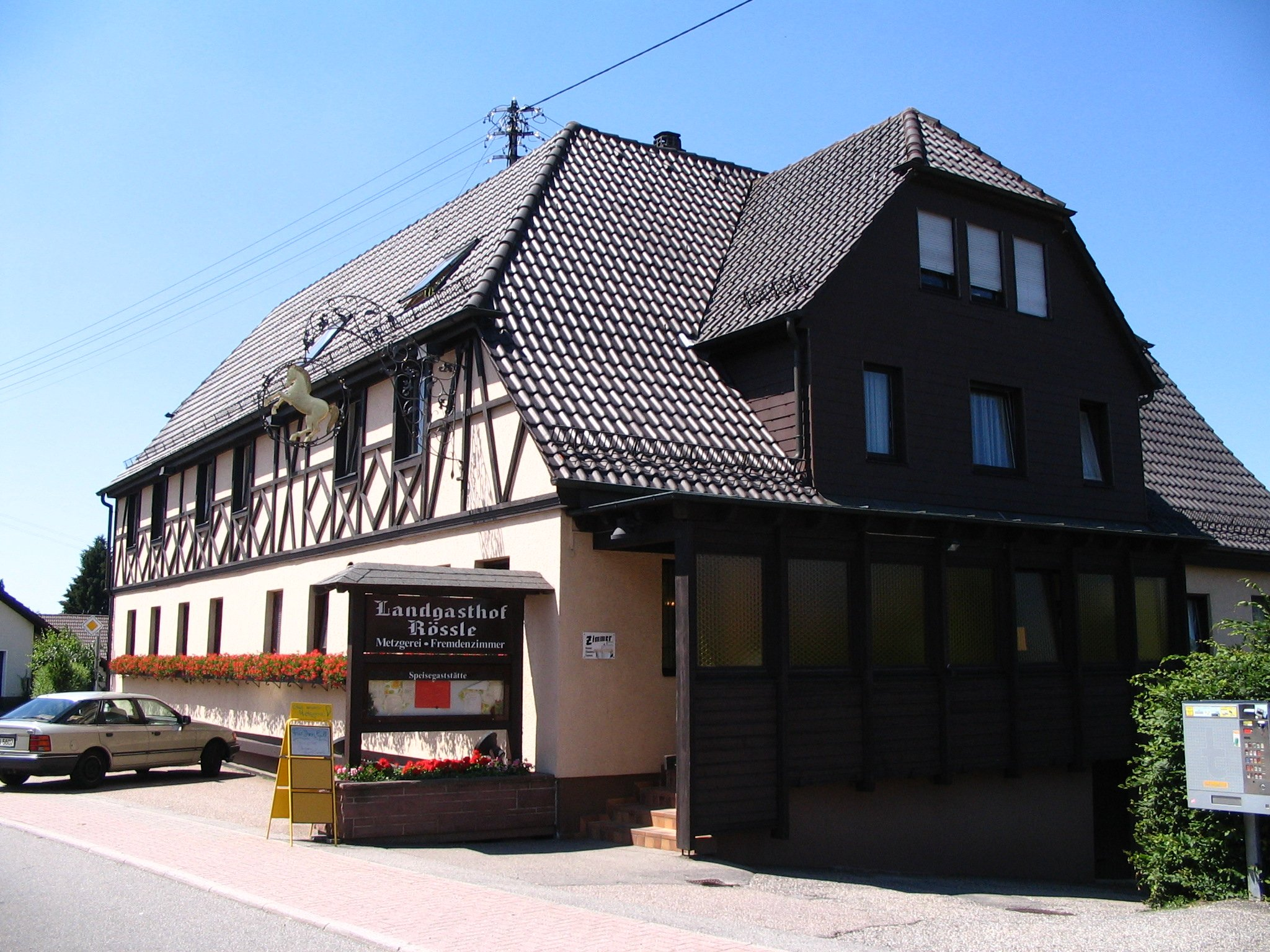
Gasthof „Rössle“ in Conweiler

#### Oberamtsrichter in Aalen, Heirat mit Luise Alber
Am 26. Mai 1854 wurde Ganzhorn zunächst provisorisch und am 23. November dann endgültig zum Oberamtsrichter in Aalen ernannt.
Wilhelm Ganzhorn und Jakobine Luise Alber (* 27. September 1837 in Conweiler; † 8. März 1909 in Cannstatt) heirateten am 18. Januar 1855 in der Stephanskirche in Feldrennach.
Luise Alber war die Tochter des Rössles-Wirtes in Conweiler und Bauern Friedrich Alber und seiner Frau Friederike, geborene Zeltmann. Ganzhorns Frau Luise gebar zehn Kinder, von denen vier im Säuglingsalter starben. Als eine besser bezahlte Stelle in Neckarsulm frei wurde, bewarb sich Ganzhorn dafür und wurde mit Wirkung vom 15. Dezember 1859 dorthin versetzt.

#### Oberamtsrichter in Neckarsulm

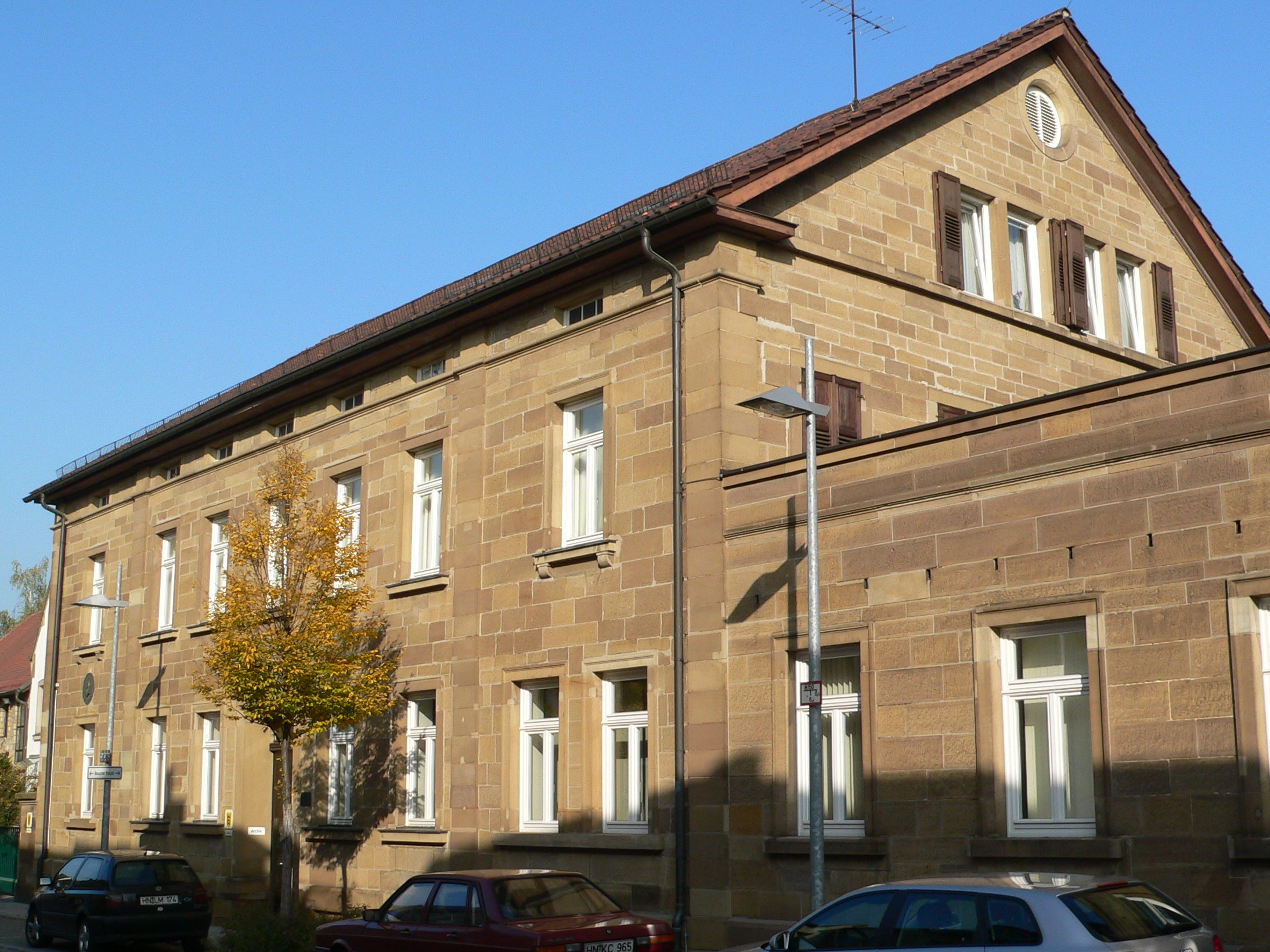
Ehemaliges Oberamtsgericht Neckarsulm Binswanger Str. 3

Der Umzug nach Neckarsulm erfolgte Anfang März 1860. Dort wohnte Ganzhorn in der heutigen Binswanger Straße 3 im 1845 bis 1847 neu gebauten Oberamtsgebäude. In dieser Wohnung war bis Anfang 2009 das Stadtarchiv Neckarsulm untergebracht. Ganzhorn bewarb sich im Januar 1862 um ein Mandat im Landtag, wurde aber nicht gewählt.
Ganzhorn war im sonst überwiegend katholischen Neckarsulm Mitglied der evangelischen Gemeinde und wurde am 11. November 1860 zum Kirchengemeinderat (Kirchenältesten) gewählt. Er behielt diese Position bis zu seinem Wegzug 1878. In dieser Funktion bemühte er sich um ein ausgeglichenes Verhältnis zwischen der katholischen und evangelischen Gemeinde.
In seiner Neckarsulmer Zeit interessierte sich Ganzhorn auch für die Altertums- und Geschichtsforschung. Hier trat er 1860/1861 dem Historischen Verein für das württembergische Franken bei. Im Rahmen dieser Forschungen führte er selbst Ausgrabungen zunächst in seinem Oberamtsbezirk Neckarsulm und später auch unter anderem in Sindelfingen (Distrikt Fuchsberg) durch. So fand er zum Beispiel 1862 in einem Grabhügel auf der Gemarkung Kochendorf einen Steinmeißel und eine Steinaxt und im selben Jahr auf der Gemarkung Offenau Reste von Gefäßen, ein Steinmesser, Donnerkeile und eine römische Urne. Ihm war es wichtig, seine Forschungsergebnisse zu veröffentlichen. So brachte er Berichte in der Vereinszeitung und in der allgemeinen Presse heraus. Er hielt mehrfach bei verschiedenen Gelegenheiten Vorträge über seine Funde in der Neckargegend. Außerdem hatte er Interesse für Anthropologie, was ihn auf Ausstellungen und Versammlungen mit bedeutenden Männern seiner Zeit, wie zum Beispiel mit Rudolf von Virchow, Carl Vogt und mit dem Paläontologen Karl Alfred von Zittel zusammenbrachte.
In seiner beruflichen Tätigkeit wird Ganzhorn als milder und wohlwollender Richter charakterisiert, der stets versucht habe, Gegensätze auszugleichen und Streitende zu versöhnen. Ganzhorn bewarb sich um eine Oberamtsrichterstelle in Cannstatt unter anderem auch deshalb, weil dann seine Kinder die höheren Lehranstalten besuchen könnten, und wurde am 3. Mai 1878 nach Cannstatt versetzt.

#### Oberamtsrichter in Cannstatt

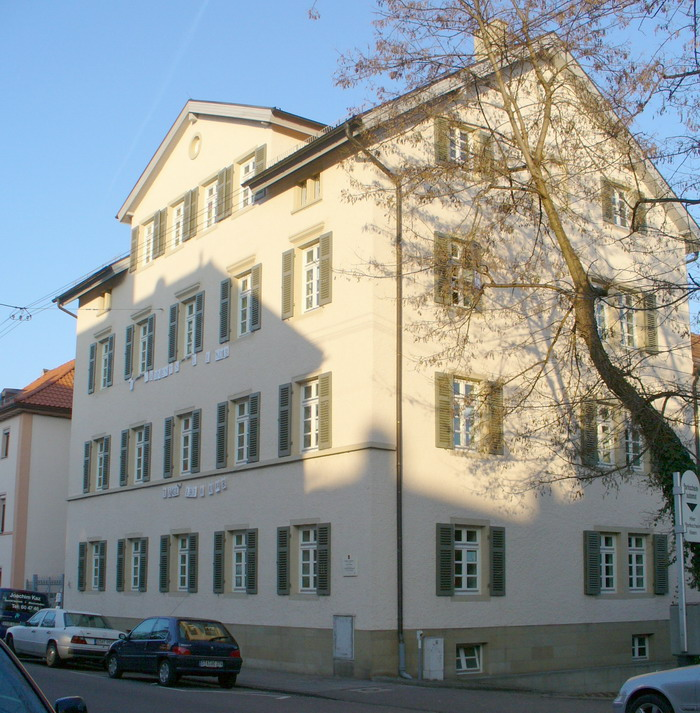
Amtsgericht in Cannstatt, Wilhelmstraße 10

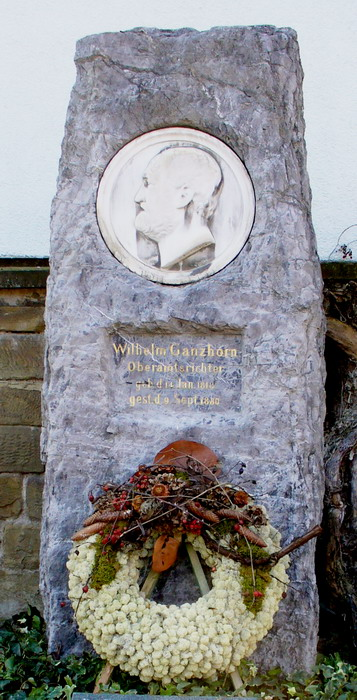
Grabstein im Cannstatter Uff-Kirchhof

Ganzhorn trat ab 9. August 1878 in Cannstatt seine neue Stelle als Oberamtsrichter an. In Stuttgart war er Mitglied im Anthropologischen Verein und im Württembergischen Altertumsverein sowie in Cannstatt ab Ende 1878 im Apostelkranz, einer Vortragsgesellschaft.
Ganzhorn reiste zeitlebens sehr gern. So unternahm er bereits im Juli 1843 und im Sommer 1844 Reisen nach Belgien, Italien, in die Schweiz und nach Frankreich. Aber auch in späteren Jahren nach 1850 erfolgte fast jedes Jahr mindestens eine ausgedehnte Reise, wobei er viele Länder Europas besuchte, so mehrfach Italien, die Schweiz und Österreich. Man kann davon ausgehen, dass er alle Weltausstellungen in Europa besucht hat, die zu seinen Lebzeiten veranstaltet wurden.
Im Juli 1880 unternahm Ganzhorn eine Reise nach Italien und danach nach Düsseldorf, von wo er mit angegriffener Gesundheit zurückkehrte. Am 9. September 1880 verstarb er an den Folgen einer Lungenentzündung und wurde am 11. September 1880 auf dem Uff-Kirchhof in Cannstatt beerdigt. Das Grab Ganzhorns liegt an der Westseite des Uff-Kirchhofs. Am Grabstein wurde eine marmorne Gedenkplakette angebracht.
Wilhelm Ganzhorn war ein sehr geselliger Mensch und hatte viele Freunde und Bekannte, besonders unter seinen Dichterkollegen. Um nur einige der bekannteren zu nennen, waren das: die Dichter Ferdinand Freiligrath, Joseph Victor von Scheffel, Gustav Schwab, Justinus und Theobald Kerner, Ludwig Uhland und der Heilbronner Arzt und Naturforscher Robert Mayer.

### Gedicht „Im schönsten Wiesengrunde“

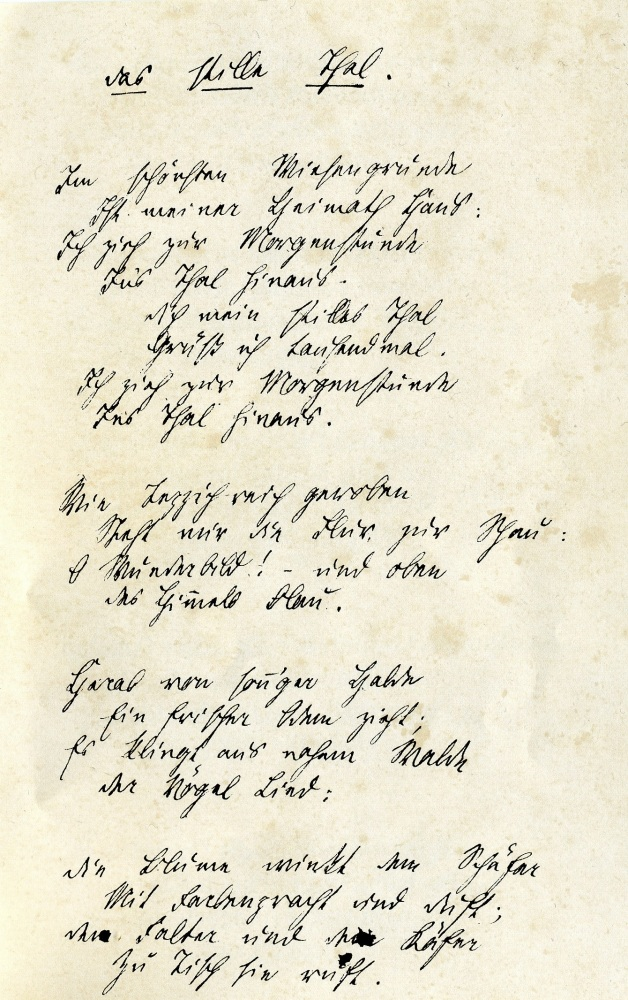
Teil der Handschrift Ganzhorns Das stille Tal von Nov. 1851

Ganzhorns Bekanntheit als Lyriker begründet sich durch das Volkslied Im schönsten Wiesengrunde. Er schrieb es in 13 Strophen und vollendete es im November 1851. Von den 13 Strophen werden gewöhnlich nur die erste und die beiden letzten Strophen gesungen.

## Bewahrung des Andenkens an Wilhelm Ganzhorn

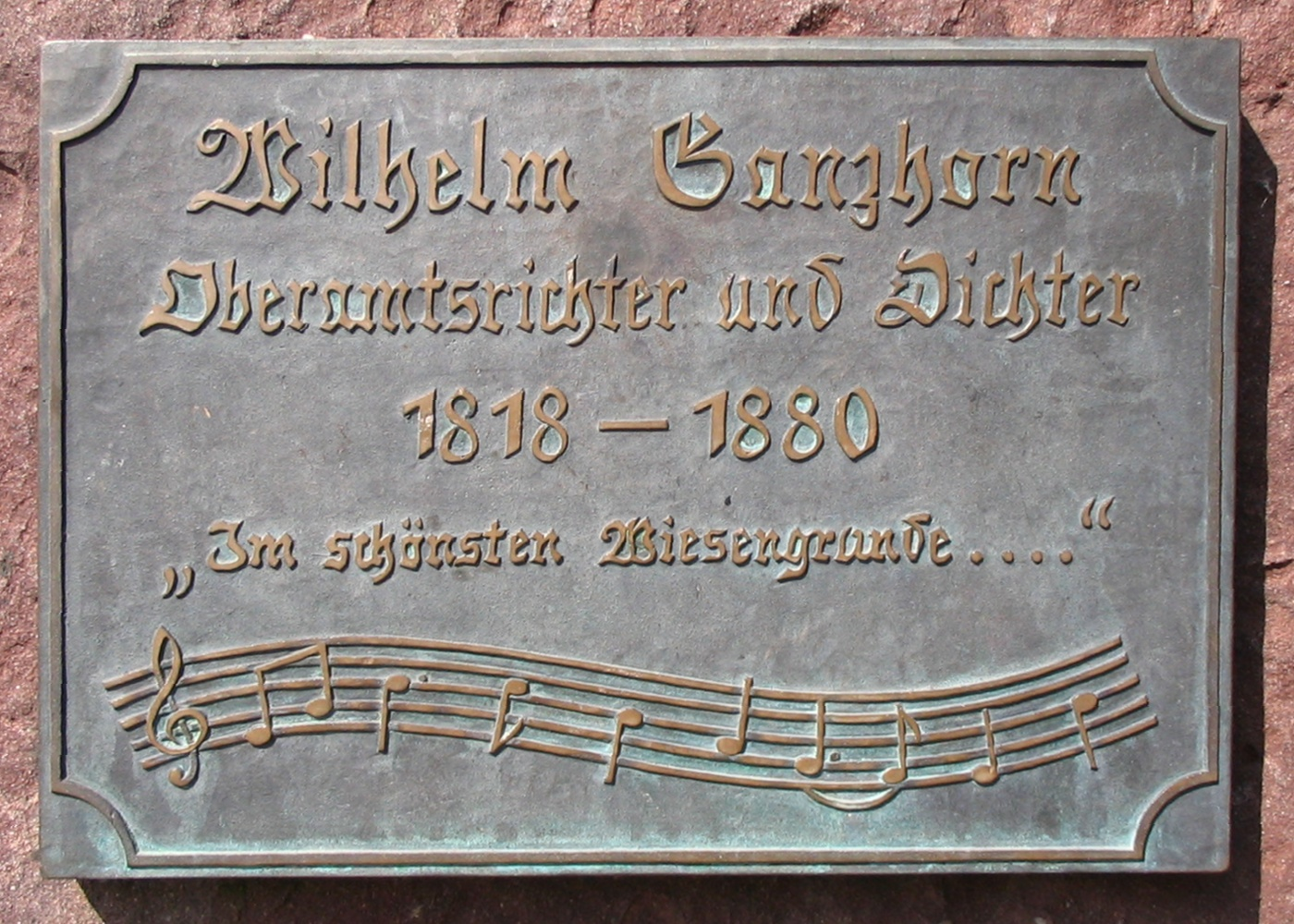
Gedenktafel am Ganzhornbrunnen in Straubenhardt

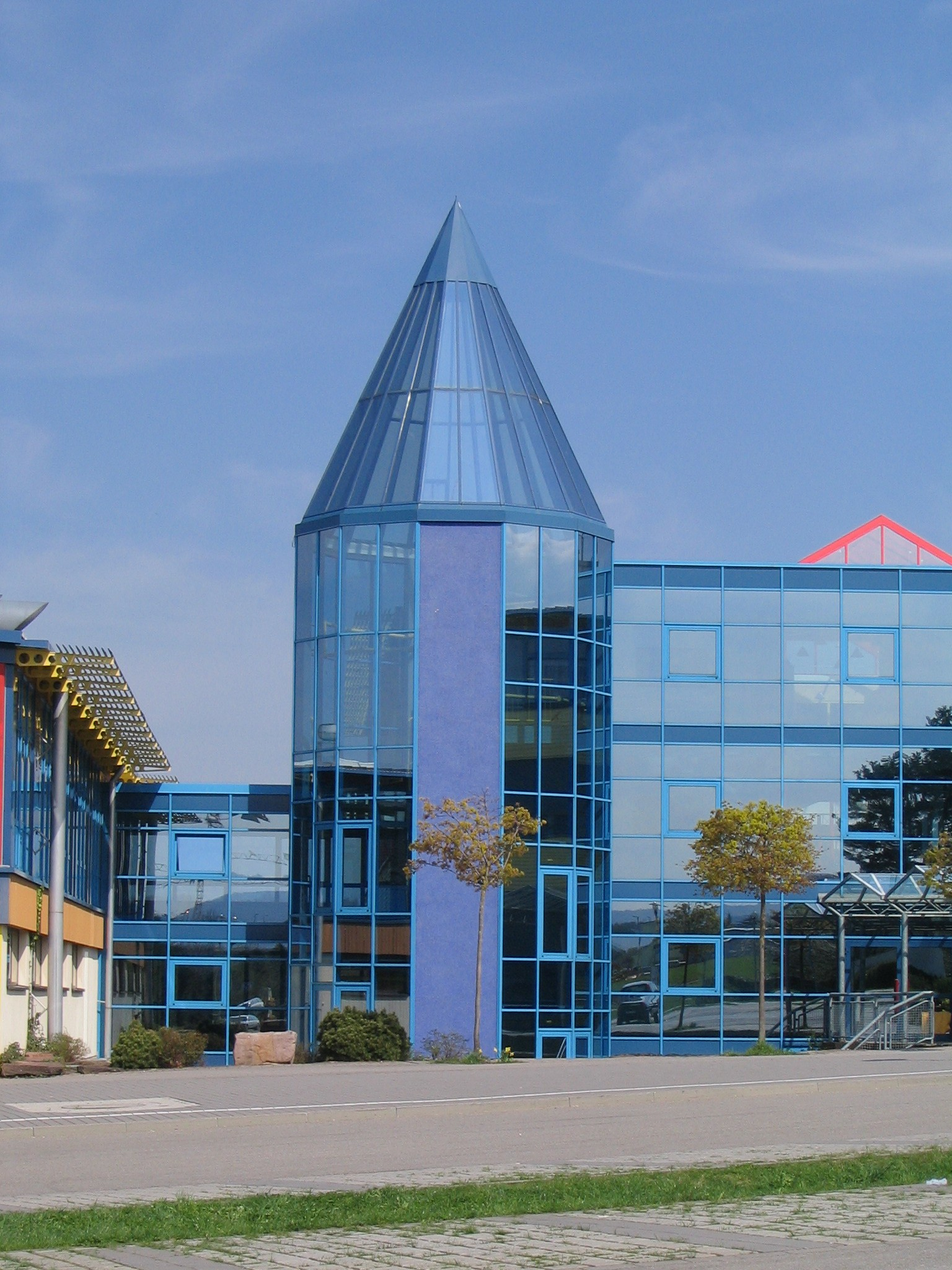
Wilhelm-Ganzhorn-Schule in Straubenhardt

In den Orten, in denen Ganzhorn als Amts- bzw. Oberamtsrichter tätig war, wird vor allem das Andenken an den Dichter Ganzhorn in vielfältiger Weise gepflegt. So wurde bereits 1919 eine Straße in Neckarsulm nach ihm benannt, und auch Wege in Sindelfingen, Aalen und Conweiler tragen seinen Namen; im Aalener Ganzhornweg trägt eine Seniorenwohnanlage den Namen „Im Wiesengrund“. In der lokalen Presse erscheinen immer wieder Beiträge zu Jubiläumsjahrestagen über ihn, zum Beispiel in der Heilbronner Stimme. Zu diesen Anlässen wurden ebenfalls Ausstellungen über ihn organisiert. Wurde die Erinnerung an ihn bis kurz nach dem Zweiten Weltkrieg hauptsächlich von Privatpersonen und Vereinen wachgehalten, so wird das Andenken an ihn danach überwiegend von Stadtverwaltungen meist im Rahmen kommunaler Kulturpolitik gepflegt.
Im Jahre 1969 wurde von Karl Heß (Landrat in Böblingen) eine Sammlung unter anderem mit ausführlicher Biografie, Ahnenliste und 40 Gedichten zusammengestellt, die vom Heimatgeschichtsverein für Schönbuch und Gäu veröffentlicht wurde. Diese Sammlung bildete die Grundlage für die aus Anlass seines 100. Todestages 1980 in Neckarsulm, Sindelfingen, Bad Cannstatt und 1981 in Böblingen gezeigten Ausstellungen. Dazu gab die Landesgirokasse Stuttgart (heute BW Bank) eine 12-seitige Broschüre heraus, in der unter anderem eine Reproduktion des vollständigen Gedichts „Im schönsten Wiesengrunde“ (damals noch mit dem Titel: „Das stille Tal“) in der Handschrift von Wilhelm Ganzhorn zum ersten Mal veröffentlicht wurde (siehe Bild unter „Gedicht Im schönsten Wiesengrunde“).
Eine weitere Ausstellung organisierte der Cannstatter Heimatforscher Hans Otto Stroheker, die in Bad Cannstatt (1971 und 2006), Stuttgart (1971), Neckarsulm (1971 und 1980) und in Straubenhardt (1980) der Öffentlichkeit präsentiert wurde.
Von den umfangreichen Ehrungen seien hier als Beispiele noch angeführt: die Aufnahme in die Postkartenserie für die Schwäbische Dichterstraße (Sindelfingen 1986), eine Rundfunksendung über ihn (Süddeutscher Rundfunk 1990) bzw. Fernsehsendungen mit seinem Lied Im schönsten Wiesengrunde (Mitteldeutscher Rundfunk Oktober und Dezember 2000). In mehreren Orten wurden meist an Gebäuden, in denen er als Amtsrichter tätig war, Gedenktafeln bzw. Gedenkplaketten angebracht (unter anderem Bad Cannstatt 1971, Aalen 1977, Neckarsulm 1921 und 1983, Neuenbürg 2001). In Conweiler wurde 1972 eine Haupt- und Realschule nach ihm benannt. Die wichtigsten Aktivitäten sind aber die Pflege des Liedgutes vor allem durch den Gesangverein Freundschaft und den Musikverein Lyra in Conweiler und das jährliche Ganzhornfest Anfang September in Neckarsulm.
Im Stadtmuseum Neckarsulm (Urbanstraße 14) ist ein Kabinett für Ganzhorn eingerichtet.